# 인천광역시강화교육지원청
인천광역시강화교육지원청(仁川廣域市江華敎育支援廳, Incheon Ganghwa Office of Education)은 인천광역시 강화군을 관할하는 인천광역시교육청 산하의 교육지원청이다. 원래는 경기도 강화군교육청이었으나 1995년 강화군의 인천편입으로 인천직할시 강화교육청으로 개편되었다.
교육장은 장학관으로 보한다.

## 산하기관

### 유치원
|  |

### 초등학교
| - 갑룡초등학교 - 강화초등학교 - 교동초등학교 - 지석분교 - 길상초등학교 | - 난정초등학교 - 내가초등학교 - 대월초등학교 - 명신초등학교 - 불은초등학교 | - 삼산초등학교 - 삼성초등학교 - 서도초등학교 - 볼음분교 - 선원초등학교 | - 송해초등학교 - 양도초등학교 - 양사초등학교 - 조산초등학교 | - 하점초등학교 - 합일초등학교 - 해명초등학교 - 화도초등학교 |

### 중학교
| - 강남중학교 - 강서중학교 - 강화여자중학교 - 강화중학교 | - 교동중학교 - 동광중학교 - 삼량중학교 - 삼산승영중학교 | - 서도중학교 - 볼음분교 - 심도중학교 |

## 같이 보기
- 대한민국 교육부